# Merapi
Ne pas confondre avec l'autre volcan javanais appelé Merapi, à l'est de l'île
Pour les articles homonymes, voir Merapi (homonymie).
Le Merapi, en indonésien et en javanais Gunung Merapi, est un volcan d'Indonésie situé sur l'île de Java, au nord de la ville de Yogyakarta. Il s'élève de près de 2 900 mètres au-dessus des forêts et des champs. Avec 49 éruptions explosives entre 1548 et 2010, il est considéré comme le volcan le plus actif et le plus dangereux d'Indonésie, produisant de périodiques nuées ardentes. Ses éruptions sont habituellement espacées de quatre ou cinq ans, mais de plus importantes peuvent avoir lieu tous les siècles, comme la dernière survenue en octobre-novembre 2010.

## Toponymie
Merapi est un terme javanais que l'on traduit approximativement par « montagne de feu ». Il est aussi appelé Gunung Merapi en indonésien et en javanais soit « mont Merapi » en français.

## Géographie

### Localisation
Le Merapi est un volcan d'Indonésie situé dans le centre de l'île de Java, au nord de la ville de Yogyakarta. Il est entouré par le volcan Merbabu au nord et par des plaines à l'ouest, au sud en direction de l'océan Indien et à l'est, dont la plaine de Kedu. Administrativement, la limite entre la province de Java central au nord et le territoire spécial de Yogyakarta au sud passe au sommet du volcan. De plus, la montagne est incluse dans les kabupaten de Boyolali, Klaten et Magelang pour la province de Java central et de Sleman pour le territoire spécial de Yogyakarta.

### Topographie

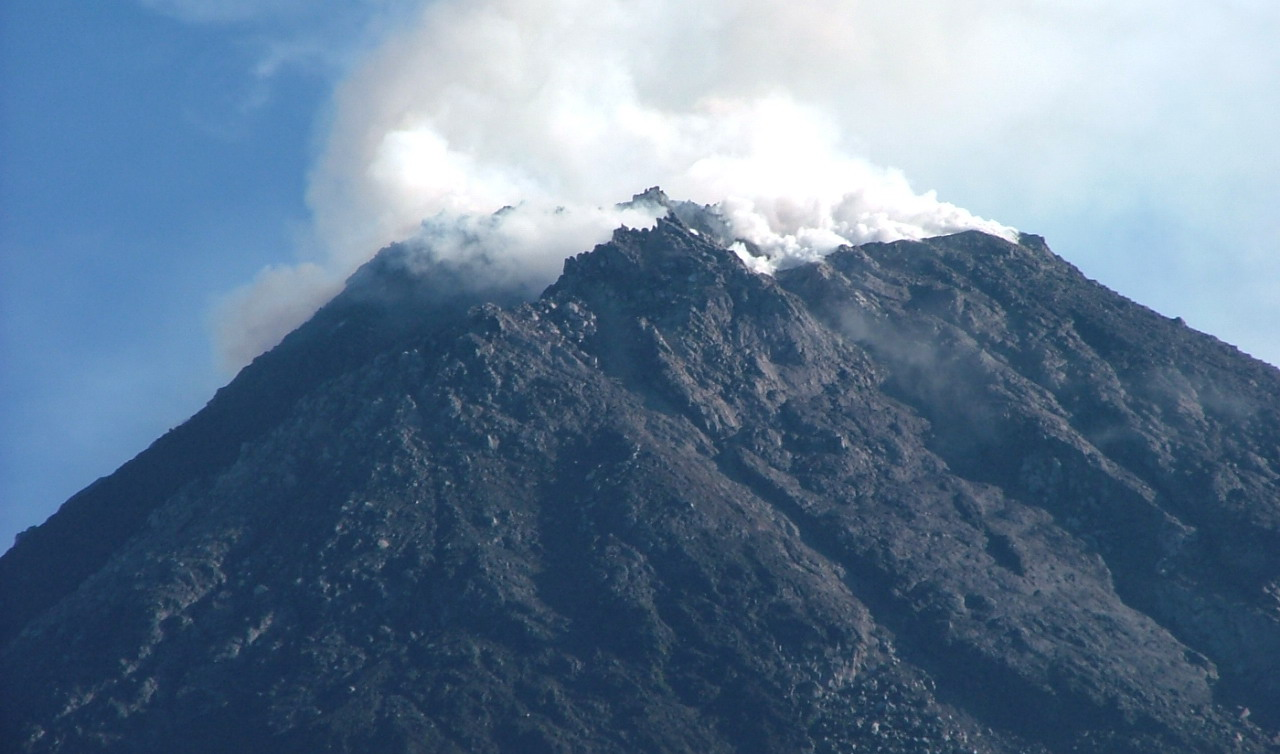
Vue du cratère sommital fumant du Merapi partiellement occupé par un dôme de lave.

Culminant à 2 911 ou 2 968 mètres d'altitude, le Merapi est un stratovolcan aux pentes abruptes et couronné par un dôme de lave. Ses pentes sont entaillées par de profondes vallées, notamment sur ses flancs est et nord.
L'accès au sommet s'effectue par le nord, via le village de Selo, et un sentier passant par la crête de Gajah Mungkur et le plateau de Pasar Bubar. Cette voie a été ouverte par les Hollandais à la fin du XIXe siècle et est toujours utilisée aujourd'hui. Une autre voie, plus difficile et plus abrupte, existait par le sud via le village de Kinahrejo mais après l'éruption de 2010, il n'est plus possible d'atteindre le sommet par celle-ci.

### Faune et flore
Les pentes du Merapi sont intensément cultivées et présentent notamment de nombreuses rizières. Grâce aux cendres volcaniques régulièrement rejetées par le volcan et qui jouent le rôle d'engrais naturel, deux à trois récoltes de riz sont possibles par an[réf. nécessaire]. À l'approche du sommet, le reliquat de végétation tropicale laisse place à de la roche nue affectée par les fréquentes éruptions volcaniques. Les éruptions régulent ainsi la biodiversité de la région en détruisant la végétation et la répartition des espèces existantes et en laissant la place libre à de nouvelles colonisations donnant naissance à des répartitions différentes. Certaines espèces disparaissent des zones touchées par les nuées ardentes et/ou les lahars, tandis que d'autres apparaissent.

### Climat
Le climat de Java est tropical avec une absence de typhons du fait de sa proximité avec l'équateur. Néanmoins, de fortes pluies peuvent s'abattre sur les reliefs comme le Merapi au cours des deux moussons entre juin et septembre ainsi qu'entre décembre et mars. Ces précipitations permettent de nombreuses cultures dont celle du riz mais représentent aussi un danger car elles peuvent former des lahars lorsqu'elles sont mêlées à de la cendre volcanique.

### Géologie
Le Merapi est un volcan gris de la ceinture de feu du Pacifique. Le magma qui l'alimente provient de la subduction de la plaque australienne située au sud sous la plaque de la Sonde sur laquelle se trouve le volcan. Ce magma alcalin riche en silice, donc visqueux, ne s'écoule pas facilement sur les pentes et s'accumule ainsi sous la forme d'un dôme de lave pâteux au sommet du volcan. La pression augmentant dans la chambre magmatique, ce dôme de lave s'effondre ou explose alors brutalement en produisant des nuées ardentes et des panaches volcaniques riches en cendres,. L'indice d'explosivité volcanique de ces éruptions est généralement compris entre 1 et 3 mais il arrive qu'il atteigne 4 comme en avril 1872. Les cendres volcaniques se déposent dans les environs du volcan au gré des vents dominants, détruisant les récoltes, faisant s'effondrer les toits des constructions, provoquant des crises respiratoires chez la population, etc. À l'occasion de fortes pluies, les cendres volcaniques peuvent être remobilisées et former des lahars dans les vallées, jusqu'à plusieurs dizaines de kilomètres du sommet du volcan[réf. nécessaire].

## Histoire

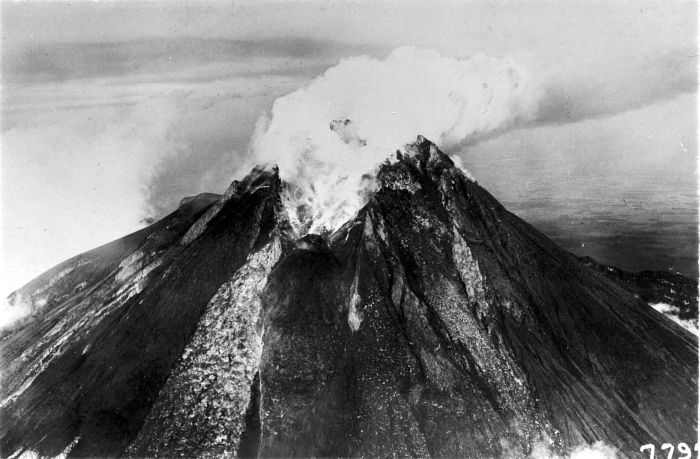
Vue aérienne du Merapi en éruption en 1930 montrant son cratère sommital (d'où s'échappe un panache volcanique) partiellement occupé par un dôme de lave (masse sombre sous le cratère).

Le Merapi actuel a commencé à s'édifier autour de 120 sur les restes d'un ancien volcan né au Pléistocène et qui s'est effondré au cours d'une grande éruption. Avec 67 éruptions entre 190 et 2010, dont 49 depuis la première observée par les Européens en 1548, le Merapi est l'un des volcans les plus actifs d'Indonésie.
Les éruptions du Merapi ayant provoqué des morts sont celles de 1587, 1672 (environ 3 000 personnes[réf. nécessaire]), 1822 à 1823, 1832 à 1836, 1872, 1902 à 1904, 1920 à 1921, 1930 (environ 1 400 personnes,), 1954 (54 personnes[réf. nécessaire]), 1961, 1967 à 1970, 1976 (28 personnes), le 22 novembre 1994 (60 personnes), 2006 et 2010 (367 personnes,).
La pierre de Calcutta mentionne une « grande catastrophe » qui pourrait faire référence à une éruption du Merapi survenue en 1006 bien que cette date ait été invalidée par les volcanologues.
À partir de mars 2006, après plusieurs mois de signaux détectés par les scientifiques, l'activité reprend sur le Merapi. Les séismes sont nombreux et se rapprochent de la surface durant tout le mois d'avril, certains se produisant juste sous le cratère, et le dôme de lave a repris sa croissance, laissant penser aux volcanologues que le magma se rapproche de la surface. L'imminence d'une éruption majeure contraint les autorités à placer les populations vivant autour du volcan sous le niveau d'alerte 3, à évacuer environ 1 000 personnes et à interdire l'accès au volcan, y compris pour les exploitants des carrières de sable et gravier ; ils s'attendent à augmenter rapidement le niveau d'alerte d'un niveau, ce qui déclencherait l'évacuation des populations les plus exposées, soit 30 000 personnes. Le 13 mai, après l'apparition de la lave en fusion dans le cratère dont le rougeoiement est visible la nuit, les autorités déclenchent l'évacuation de milliers de personnes devant le risque d'une explosion qui atteindrait des zones habitées,. La baisse de l'activité volcanique le 16 mai n'aide pas les autorités dans leur tâche, certains habitants qui ne veulent pas abandonner leurs champs et leurs animaux pour une durée indéterminée refusant d'évacuer. Le 27 mai, un séisme de magnitude 6,3  à une cinquantaine de kilomètres au sud du Merapi fait près de 6 000 morts et plus de 35 000 blessés dans la région de Yogyakarta. Cette secousse fait craindre le déclenchement d'une éruption majeure du volcan mais celle-ci ne se produit pas. Cependant, les nuées ardentes qui se produisent la première quinzaine du mois de juin déclenchent l'évacuation de 11 000 personnes supplémentaires. L'activité de l'éruption décroit progressivement dans les mois qui suivent et elle se termine autour du 9 août 2007. La lave émise, d'un volume total de 5,3 millions de m3, a produit un dôme de lave qui n'a pas connu d'explosion majeure mais qui s'est écroulé en trois fois, laissant une profonde entaille sur son flanc sud-est, changeant significativement la morphologie du volcan.
Du 25 octobre 2010 au 9 février 2011,, après plus de trois ans d'inactivité, le Merapi entre à nouveau en éruption après une phase sismique qui a vu son dôme de lave grandir de plusieurs centimètres par jour pendant plusieurs semaines,. De nombreuses nuées ardentes dévalent ses pentes, entraînant la fuite de plus de 100 000 personnes, tuant 350 personnes et en blessant plus de 150 au 5 novembre 2010. Parmi elles se trouve Mbah Maridjan, le juru kunci du Merapi, qui a refusé d'évacuer son village de Kinahrejo détruit par une nuée ardente. Cette éruption a été bien plus importante que celle de 2006. Les dégâts sont estimés à plus de 500 millions d'euros. Le seul secteur agricole, prédominant dans cette région, est touché à hauteur d'environ 100 millions de dollars US.

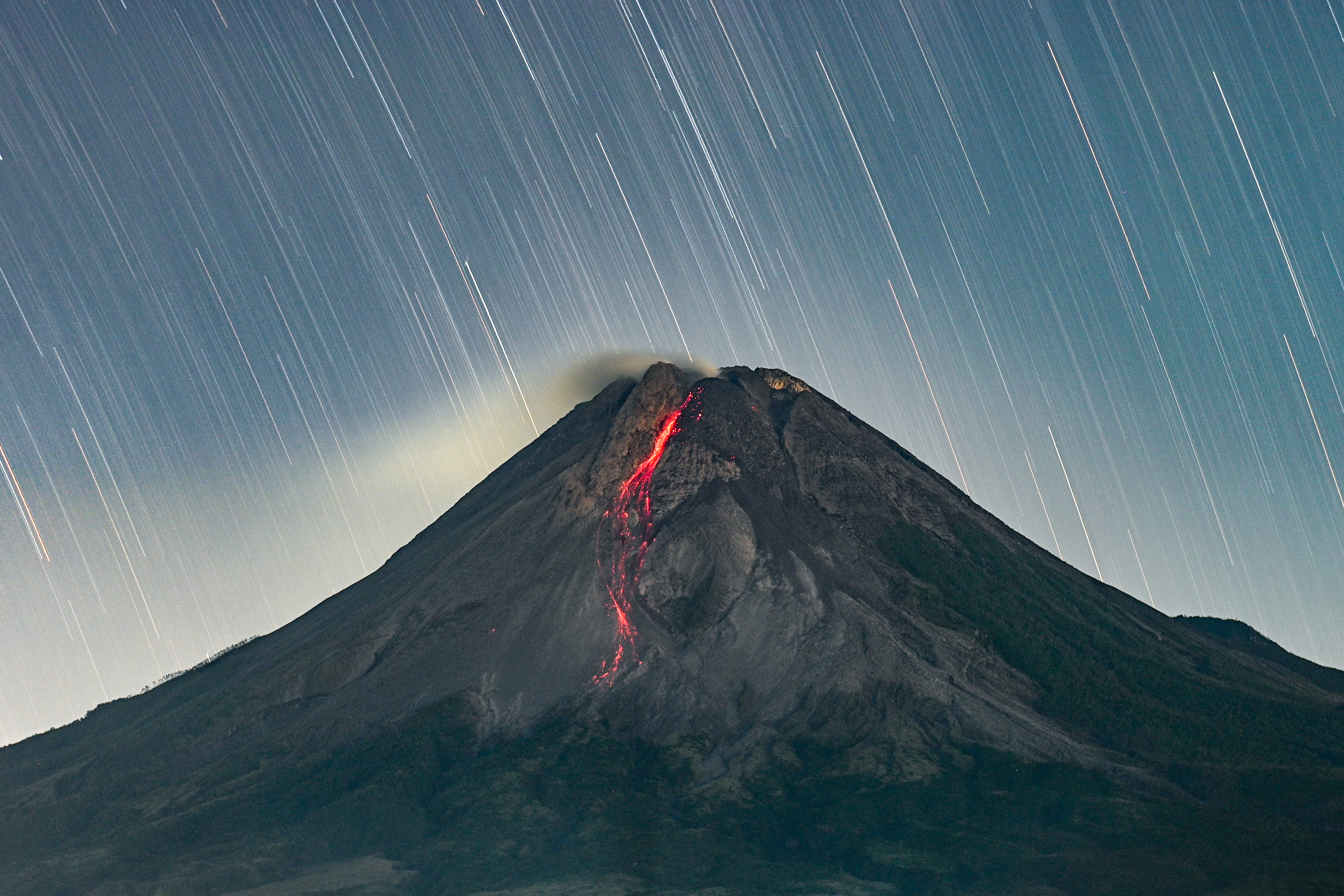
Éruption en 2021.

Une éruption commence le 11 mai 2018,,, de type phréatique, qui provoque l'évacuation des populations dans un rayon de 5 km. Elle se prolonge par une explosion le 7 février 2019,.
Le Merapi entre une nouvelle fois en éruption le 31 décembre 2020. Elle connaît un important regain le 23 mai 2023, le volcan crachant de la lave en fusion et des cendres à deux kilomètres à la ronde, selon les autorités locales.

## Risque volcanique et impacts

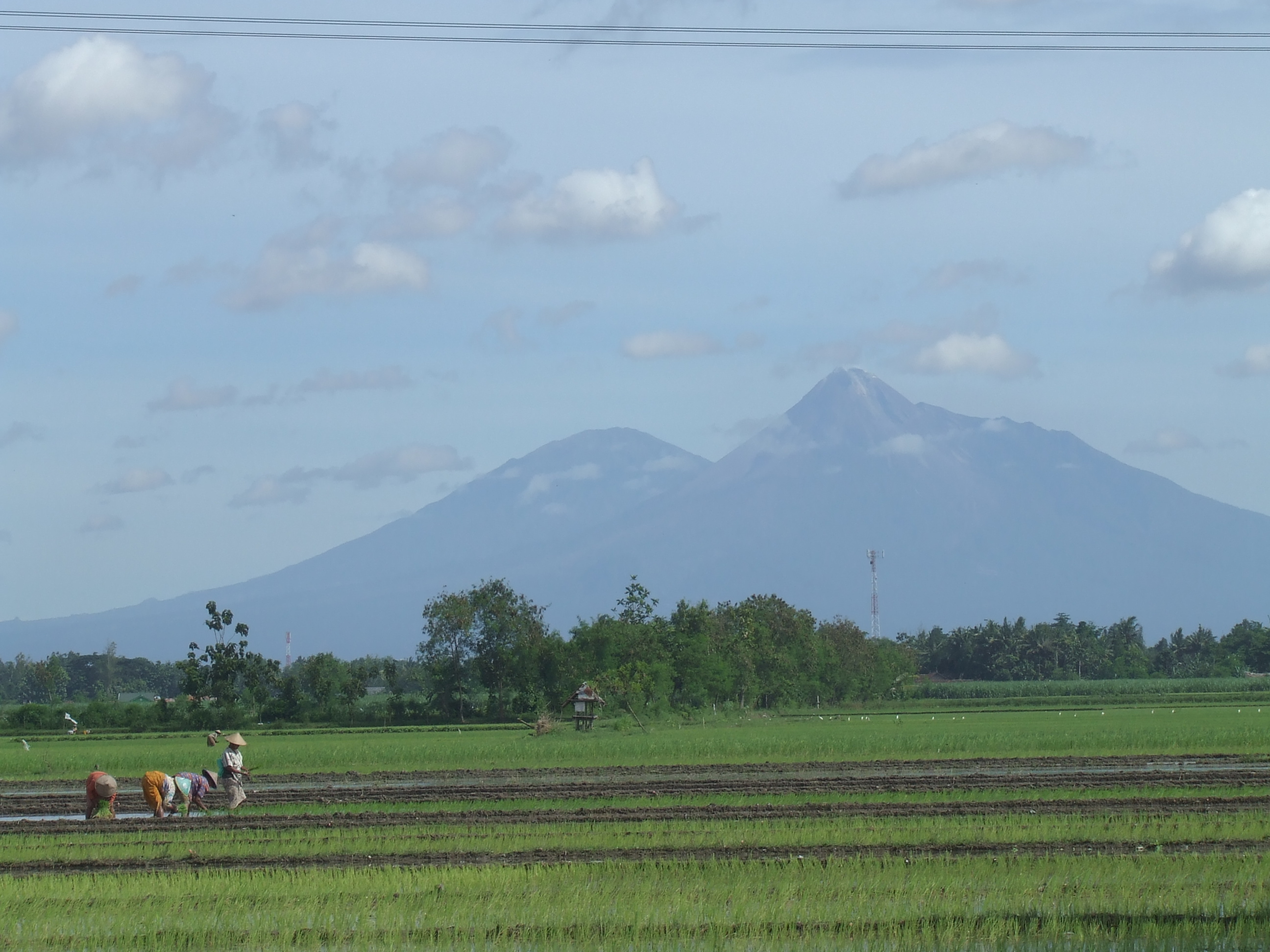
Rizières aux pieds du Merbabu (à gauche) et du Merapi (à droite).

Le Merapi s'élève au-dessus d'une des régions les plus densément peuplées d'Indonésie et du monde : la densité y dépasse les 1 400 habitants/km2 sur les pentes ouest et sud du volcan.
Avant 2006, les pentes ouest et sud-ouest du volcan étaient les plus exposées au passage des nuées ardentes car elles étaient situées sous le dôme de lave au sommet de la montagne. Lors de l'éruption de 2006, un effondrement d'un ancien dôme de lave apparu en 1931, le Geger Boyo, a entraîné un changement de direction des écoulements, qui se font désormais vers les flancs sud et sud-est. Le village de Kaliadem, au sud du volcan, fut par ailleurs atteint par une nuée ardente le 14 juin 2006, tuant deux personnes. Les villages les plus exposés à une catastrophe sont ceux de Kinaherjo, Pelemsari, Kalitengah, Kaliadem, Ngangkah, Turgo et Tritis où la terre rendue fertile par les retombées régulières de cendres volcaniques attire les agriculteurs dans cette zone volcanique dangereuse. De nombreux agriculteurs s'y trouvent jusqu'à 1 700 mètres d'altitude[réf. nécessaire] et ne sont pas toujours prompts à abandonner leurs terres et leurs bêtes en cas d'éruption. D'autres secteurs comme l'extraction des dépôts volcaniques pour la construction tirent également profit de la présence du volcan. Ces activités ne sont que peu surveillées, bien souvent illégales et surtout extrêmement dangereuses car elles se concentrent, pour la plupart, dans le haut de la vallée du Gendol (flanc sud du volcan), directement soumise au risque de nuées ardentes et de lahars. Régulièrement, des catastrophes ont lieu, et des décès sont à déplorer (118 entre 2000 et 2010). Néanmoins, ces activités sont très lucratives, et assurent aux travailleurs un meilleur salaire que dans l'agriculture (entre 3 et 5,5 euros par jour contre 1,1 euro en moyenne pour un agriculteur). Les perspectives salariales encouragent ces activités, au détriment du danger et de la sécurité. En 2006, le bureau de l'hydrologie, de l'énergie et des mines de Sleman avançait le chiffre de 1 128 travailleurs. Malgré leur illégalité apparente, ces activités d'extraction sont une source de revenus non négligeables pour les gouvernements des districts concernés. Celui de Sleman applique ainsi une taxe de 25 000 Rp (2 euros) par camion de matériaux. En 2009, les revenus liés à ces taxes se sont élevés à environ 650 millions de roupies. Le Mérapi, comme beaucoup d'autres dans le monde, joue ainsi un rôle majeur dans l'économie de la région.
La ville de Yogyakarta, dont l'agglomération regroupe 723 210 habitants en 1990, se trouve à seulement 25 kilomètres au sud du sommet[réf. nécessaire] et n'est protégée par aucun relief. Au total, ce sont environ 1,1 million d'habitants qui sont directement menacés par les éruptions du Merapi et notamment par ses deux manifestations les plus dangereuses : les nuées ardentes et les lahars. Parmi eux, 440 000 personnes vivent dans les couloirs pouvant être empruntés par les nuées ardentes, les avalanches de débris et les lahars. Environ 500 000 personnes habitent dans des zones instaurées en 1978 et où la présence humaine est théoriquement interdite. Pourtant, entre 1976 et 1995, ce sont entre 40 000  et   80 000 personnes qui s'y sont installées. Les activités d'extraction du Gendol se trouvent, pour la plupart, à l'intérieur de cette zone.
Bien que les cendres volcaniques fertilisent les terres à long terme, elles causent d'importants dégâts aux plantations de riz, de tabac, d'agrumes et d'autres fruits et légumes. L'acidité des cendres attaque les végétaux, et une trop importante accumulation entraîne une réduction de la photosynthèse ou la destruction des plantes à la suite du poids de l'accumulation. Cette agriculture de subsistance est consommée massivement par les locaux, et les pertes les touchent donc directement. Pour limiter les dégâts, les agriculteurs du Mérapi s'adaptent en essayant de cultiver un maximum de plantes résistantes aux cendres. L'eau est également contaminée par des substances nocives contenues dans ces cendres, quand ce n'est tout simplement pas les infrastructures de transport qui sont détruites par les avalanches et/ou les nuées ardentes. Lors de l'éruption de 2006, ce sont ainsi 12 000 personnes qui ont été privées d'eau. L'éruption de 2010 a eu un impact encore plus important.
En raison de cette proximité entre risques et populations, le Merapi est considéré comme le volcan le plus dangereux d'Indonésie[réf. nécessaire]. Il fait partie des 16 volcans désignés comme volcans de la décennie par l'Association internationale de volcanologie et de chimie de l'intérieur de la Terre (IAVCEI).
En raison du fort aléa existant autour du volcan, le Merapi est constamment surveillé par des volcanologues de l'observatoire volcanologique du Merapi ouvert en 1952 et situé à Yogyakarta. Nommé en 1985 Merapi Volcano Observatory, il est renommé Volcanology Technical Research Center en décembre 1997 et travaille en lien avec des scientifiques étrangers (Allemagne, France, Japon, États-Unis, etc). Il assure la gestion des instruments de mesure situés sur le volcan, y compris un réseau de sismographes dont le premier a été installé dès 1924. L'un des principaux défis des volcanologues et des autorités dans la gestion d'une éruption du Merapi reste l'information des populations et leur évacuation, notamment en raison de l'incrédulité de ces populations face à un danger venant du volcan qu'ils considèrent comme bénéfique voire totalement inoffensif. Ces croyances sont très ancrées dans la culture locale, et consistent à penser que le volcan épargnera les vies et les biens des habitants lorsque celui-ci entrera en éruption.

## Croyances

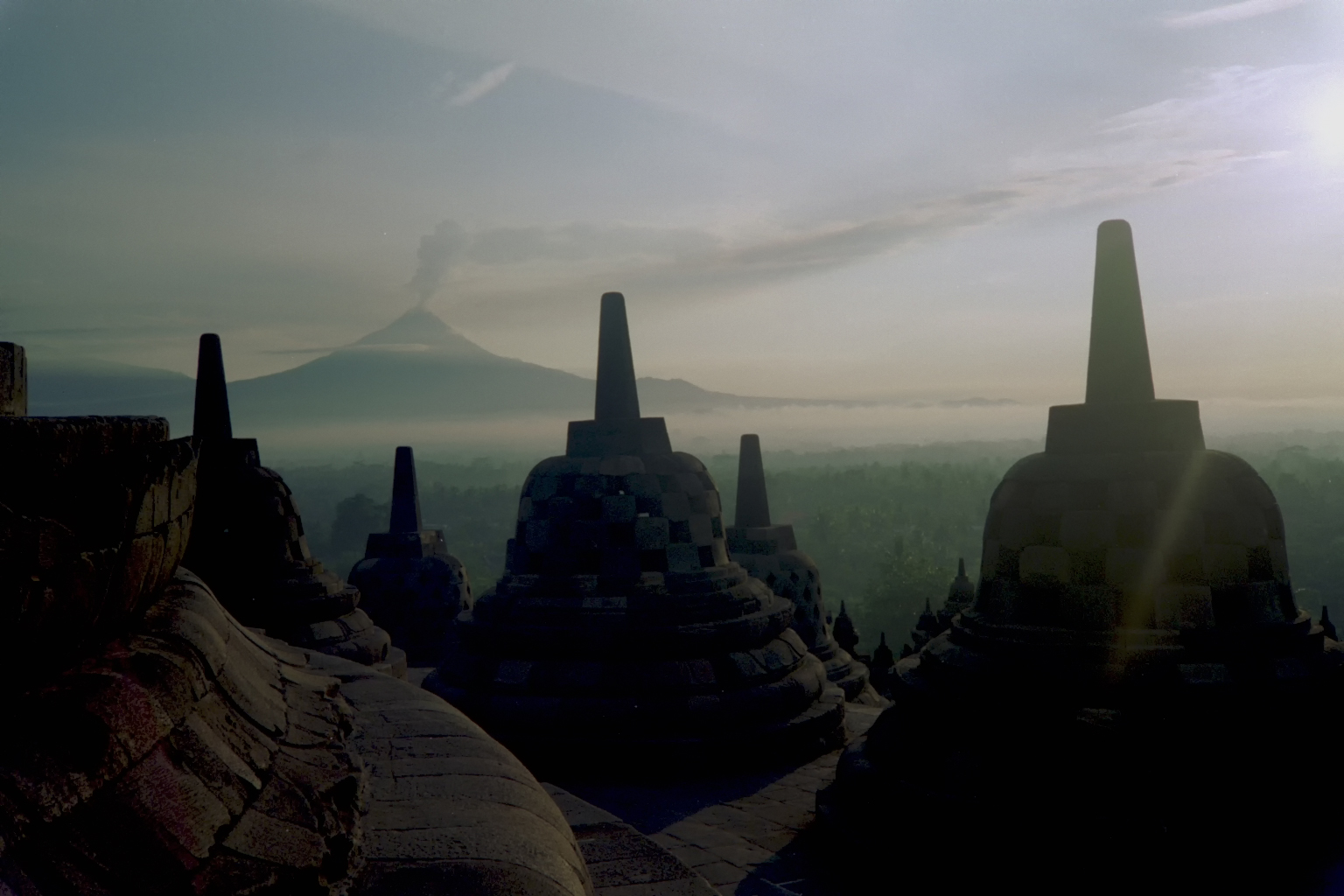
Vue du Merapi, émettant un panache volcanique, depuis Borobudur dont les stūpas sont visibles au premier plan.

Le Merapi est considéré comme un lieu sacré par les Javanais. À Yogyakarta, il est l'une des deux extrémités d'un axe symbolique qui le relie à la « mer du Sud » (c'est-à-dire l'océan Indien) en passant par le kraton, le palais royal de Yogyakarta.
Selon les épopées royales (Babad Tanah Jawi (en)), Panembahan Senopati, le premier souverain du second royaume de Mataram, a un lien profond avec les entités invisibles qui habitent Merapi. Ces dernières sont chargées de la protection du royaume. La cour de Yogyakarta nomme un émissaire, le juru kunci ou « détenteur des clés » du Merapi, chargé d'entretenir les relations avec ces entités. Il réside dans le village de Pelemsari, sur le flanc sud du volcan.
Chaque année, à l'occasion de l'anniversaire de l'intronisation du sultan, la cour de Yogyakarta observe un labuhan ndalem ou une procession d'offrandes à destination des esprits protecteurs du royaume. L’objectif est propitiatoire : il s'agit de maintenir actifs les canaux de communication entre le microcosme humain et le macrocosme selon des conceptions analogiques du monde.

### Filmographie
- Gunung Mérapi : un volcan à Java, film documentaire réalisé par Daniel Cavillon, CNRS Images, Meudon ; A2, date ?, 54 min (VHS)
- Le volcan, les légendes et le sismographe, film documentaire de Benjamin de Coster, 2002, 38 min (VHS) ; cassette vidéo constituant le mémoire de maîtrise de Géographie tropicale, option Audiovisuel, de l'auteur (Perception des risques volcaniques par les populations vivant sur le volcan Merapi (Java, Indonésie), Université Paris 1, 2002, 73 p.)